# Oliwa

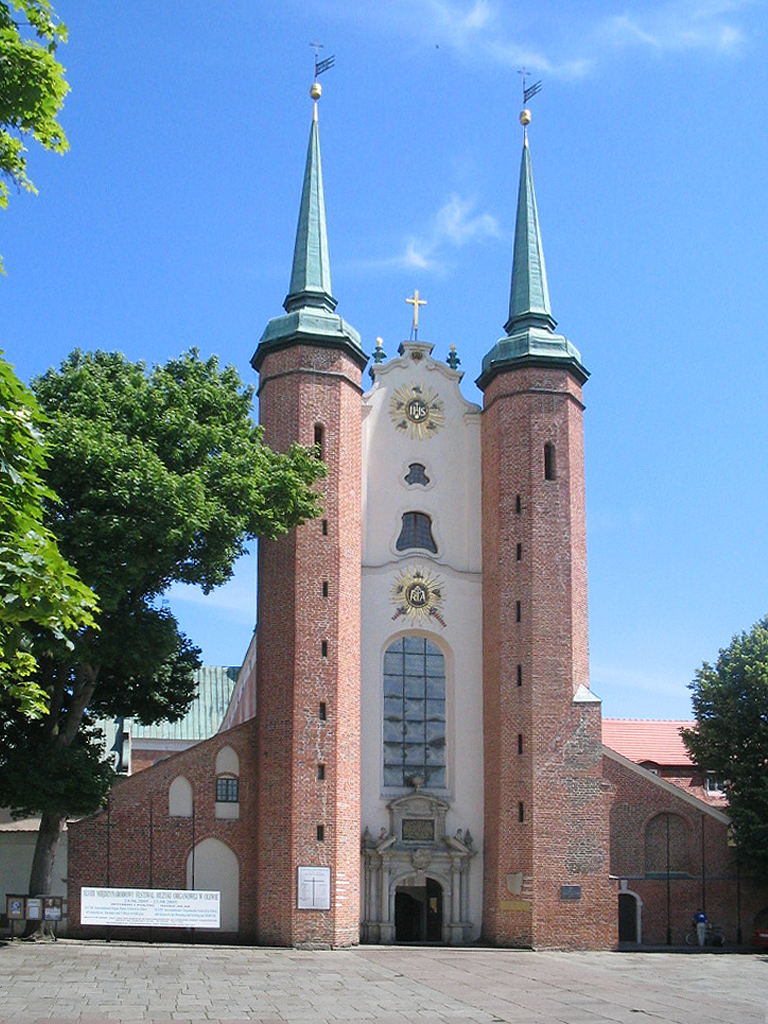
A catedral de Oliwa

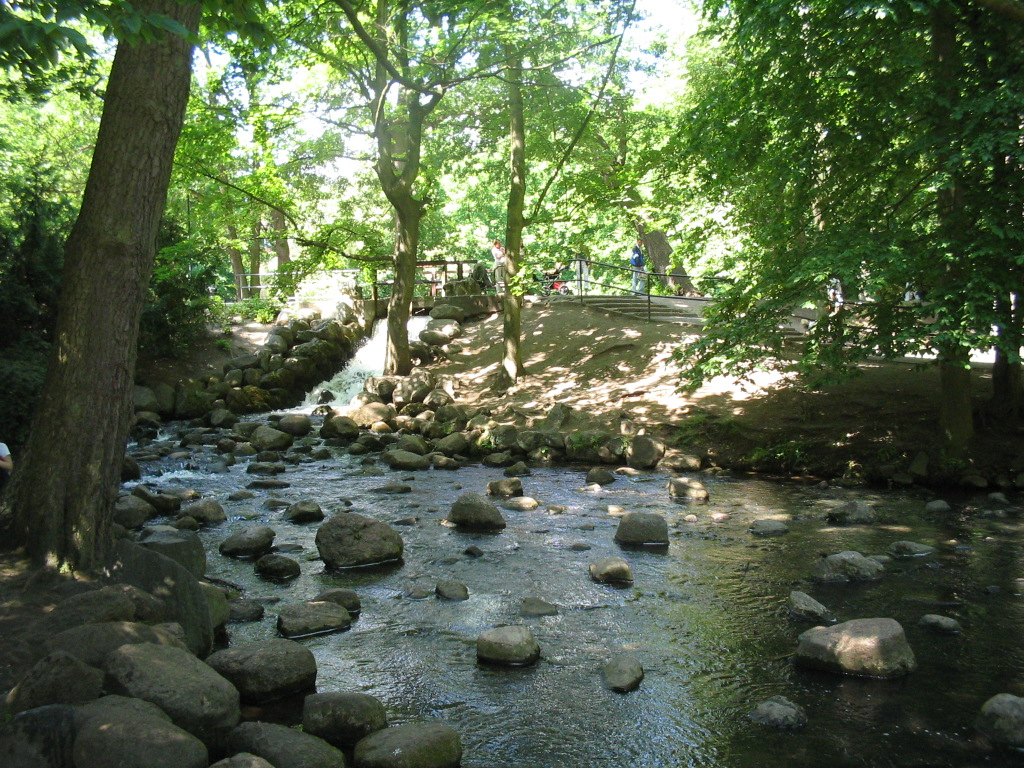
O jardim de Oliwa

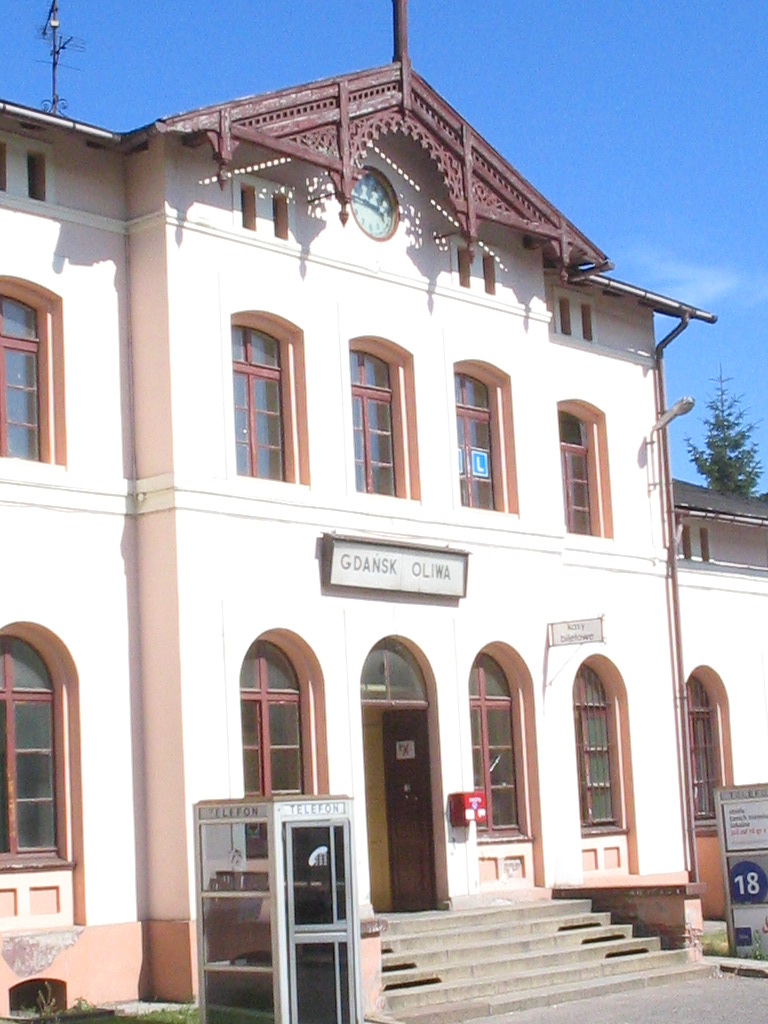
A estação de Oliwa

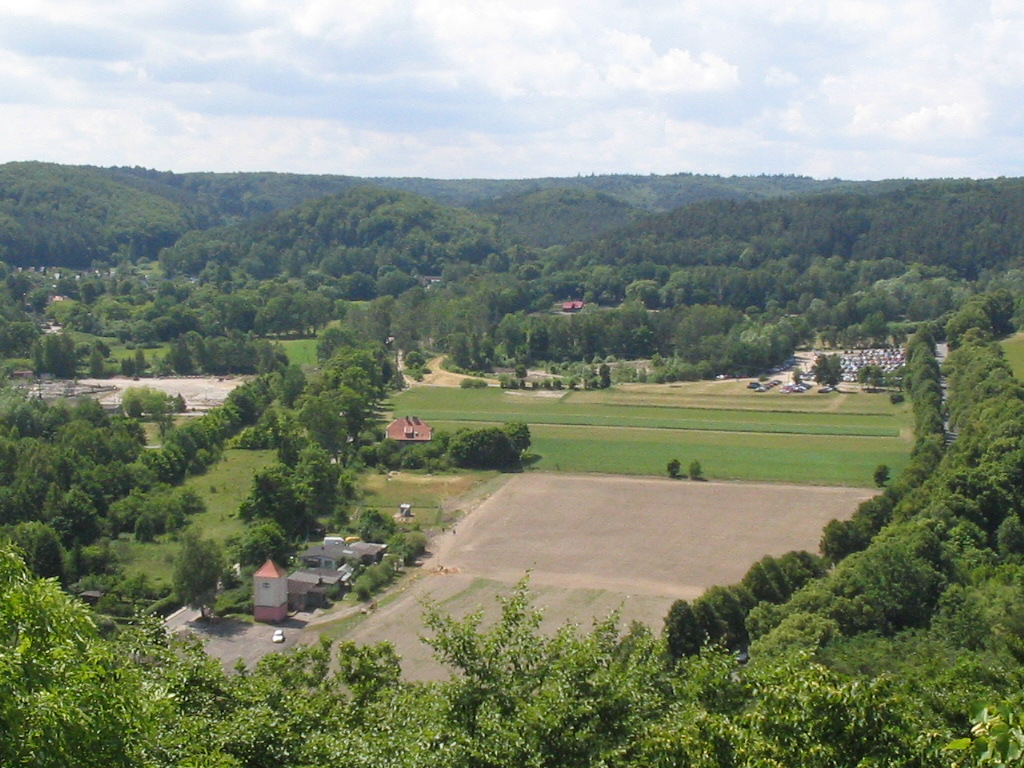
Paisagem campestre em Oliwa

Oliwa é um dos bairros da cidade de Gdańsk, com uma população (em 2004) de 19 824 habitantes, numa área de 18,23 km² (densidade 1,087 hab/km²). As atracções turísticas principais são a catedral antiga, o palácio e seu parque e o jardim botânico.

## História
Actualmente, Oliwa faz parte da cidade de Gdańsk, no norte da Polónia. Faz fronteira a leste com a baía de Gdańsk, a sul com os bairros de Wrzeszcz e Zaspa e a oeste por uma cadeia de colinas e floresta.
Não se sabe exactamente quando foi fundada. Foram efectuadas escavações arqueológicas que sugerem que foi povoada na Idade do ferro. A tradição da Ordem de Cister fala de uma capital dos príncipes da Pomerânia. O nome dessa povoação é desconhecido, mas foi alterado pelos monges de Cister para Oliwa. Estudos filológicos indicam que estes terão adaptado uma antiga palavra eslava, Olawa. Contudo, não são consensuais. Outros estudiosos defendem que este nome tem uma relação estreita com as oliveiras referidas na Bíblia e com a sua simbologia. 
A primeira referência escrita a Oliwa data de 1186, ano em que a Ordem de Cister aí construiu um mosteiro. As terras foram concedidas aos monges em 1188, pelo duque da Pomerânia, e incluíam diversas povoações, incluindo Oliwa, que se tornou uma povoação monástica por diversos séculos. A história da povoação ficou assim intimamente ligada à do mosteiro.
Não se sabe muito sobre Oliwa durante a idade média. Um evento importante na sua história foi a batalha de Oliwa, durante as invasões suecas.
Como resultado da primeira divisão da Polónia, Oliwa, então habitada por 500 pessoas, em aproximadamente 70 edifícios, tornou-se parte da Prússia oriental. Os bens dos monges foram, então, confiscados. Em 1804, a povoação tornou-se sede administrativa das povoações circundantes.
Em 1807, o exército de Napoleão tomou a cidade e montou um hospital de guerra na abadia. O próprio Napoleão pernoitou numa das propriedades locais. Oliwa passou a fazer parte da Cidade Livre de Danzigue até 1813, altura em que os russos a invadiram e usaram novamente a abadia como hospital. Em 1815, Oliwa e Gdansk passaram a fazer parte do reino da Prússia.
Seguiu-se um período de calma relativa. Em 1822, foi construída uma estrada pavimentada, unindo Oliwa a Gdansk. Em 1831, o mosteiro foi extinto. A abadia tornou-se uma paróquia católica e a antiga igreja paroquial foi transferida para a comunidade protestante local. A paróquia de Oliwa era constituída por diversas pequenas povoações, desde Sopot a Gdansk. O Dom Bramny foi submetido a restauros em 1836, para poder funcionar como centro administrativo moderno. Gustav Schilling foi nomeado primeiro administrador das povoações, wojt, em 1852.
Em 1870, foi construída a linha de caminho de ferro entre Gdansk e Oliwa. Três anos mais tarde, foi construída uma linha alternativa, com carruagens movidas a cavalo, que viria a ser extinta em 1879, por não ser suficientemente rentável. Oliwa tornou-se cidade em 1874, tendo sido construídas diversas estradas pavimentadas nessa altura, ligando-a às povoações circundantes.
Celebrou o 250º aniversário do tratado de paz de Oliwa em 1910. No ano seguinte, recebeu água corrente. Nesse mesmo ano, foi fundada uma escola católica, na hoje rua de Cister. Na floresta circundante, foi criado o jardim botânico. Em 1913, a linha de caminho de ferro foi aumentada até Koscierzyna. Após o tratado de Versalhes, Oliwa tornou-se um protectorado da sociedade das nações e da Polónia.
Em 1921, Herbert Creutzburg tornou-se administrador municipal de Oliwa. O seu mandato foi um desastre, arruinando os fundos da cidade com os seus planos de construção de casinos. As perdas foram pagas por Gdansk, o que conduziu a anexação de Oliwa por esta cidade livre, em 1926. Nesse ano, celebraram-se os 750 anos de Oliwa.
O nazismo ganhou muitos adeptos em Gdansk, nos anos 30. Quando Hitler fez uma visita ao aeroporto local, foi cumprimentado por cerca de 10 000 nazis. A praça diante da catedral de Oliwa foi usada como pátio de manobras da juventude hitleriana. Após o início da segunda guerra mundial, Oliwa e a Pomerânia foram anexadas pela Alemanha. Em Março de 1945, Oliwa foi capturada pelo exército vermelho e regressou à Polónia. No pós-guerra, desenvolveu-se a par e passo com a cidade de Gdansk.